# Netřebice (Nymburki járás)
Netřebice település Csehországban, a Nymburki járásban. Netřebice Kouty, Vestec, Úmyslovice, Budiměřice és Činěves településekkel határos. Lakosainak száma 247 fő (2024. január 1.).

## Népesség
A település lakosságának változását az alábbi diagram mutatja:
| Lakosok száma | 304  | 463  | 466  | 324  | 256  | 221  | 210  | 228  | 241  | 247  |
|               | 1869 | 1890 | 1921 | 1950 | 1980 | 2001 | 2017 | 2019 | 2022 | 2024 |